# Гаванешти (Валча)
Гаванешти (рум. Găvănești) насеље је у Румунији у округу Валча у општини Муереаска. Oпштина се налази на надморској висини од 425 m.

## Становништво
Према подацима из 2002. године у насељу је живело 154 становника, од којих су сви румунске националности.